# Shimao International Plaza
Il Shimao International Plaza (in cinese 上海世茂国际广场) è un grattacielo di Shanghai di 60 piani e alto 333 metri. 
È adibito a ospitare principalmente uffici, ma al 48º piano, vi sono appartamenti di lusso, mentre i primi 9 piani sono interamente occupati da negozi. È stato completato nel 2005 su progettazione del Istituto di Ricerca & Co Ltd, Ingenhoven Overdiek und Partner.